# Церква святого Михаїла (Остер)
Юр'єва божниця (Михайлівська церква) — пам'ятка давньоруського зодчества XI ст., розташована при в'їзді в Остер з півдня на високому пагорбі. «Юр'євою» вона була названа на честь свого благоукрасителя Юрія Довгорукого, саме він прикрасив свою придворну церкву фресками подібними до фресок Софії Київської. 
Є складовою пам'ятки архітектури України національного значення «Городище-дитинець літописного міста Городець-на-Острі» (постанова Кабінету Міністрів України від 03.09.2009 № 928, охоронний номер 250012-Н).

## Історія
Храм був побудований як церква княжого замку «Містечка на Вострі» за указом Володимира Мономаха у 1098 році, а в XII столітті за бажанням Юрія Довгорукого його прикрасили фресковими розписами. Свою назву «Юр'єва божниця» церква отримала за йменням князя Юрія Долгорукого, якому свого часу належав Остер.
Остерська Михайлівська церква в ході історії неодноразово зазнавала руйнувань. Спочатку, в 1152 році вона постраждала від рук князя Ізяслава Мстиславича, який спалив місто. Була відновлена сином Юрія Долгорукого Всеволодом Юрійовичем в 1195 році. Наступного разу Юр'єва божниця була зруйнована під час нападу татаро-монголів в 1240 році.
Служба в церкві не проводилася аж до 17 століття. У 1695 році церкву знов відновили і навіть влаштували додатковий вівтар в ім'я Святої Трійці на хорах. У 1753 році під час грози в храм ударила блискавка, внаслідок чого згорів дерев'яний верх, до того ж кладка почала руйнуватися в результаті зрушення пагорба до річки.
Наприкінці XVIII—на початку XIX ст. більша частина об'єму будівлі була розібрана в зв'язку з аварійним станом, збереглася лише вівтарна частина (апсида і частина південно-східної стіни).
Реставраційні роботи були проведені лише в 1907 році за проектом архітектора П. П. Покришкіна. В 1924 і 1950 роках було проведено роботи по консервації. У 1977-80 ініціювали консервацію останків і реставрацію фрескового розпису XII ст., залишки якого збереглися в інтер'єрі апсиди (худож. В. І. Бабюк). Копія фрески «Евхаристія» зберігається в Софійському заповіднику.

## Архітектура

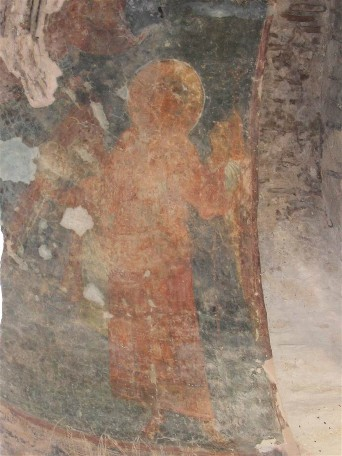
Фрагмент фрески Юр'євої божниці

За будівничими прийомами і формами належить до переяславської архітектурної школи. Це — єдина пам'ятка переяславської монументальної архітектури (хоч і фрагментарно), яка дійшла до наших днів. Будівлю складено із плінфи з вкрапленням червоного місцевого пісковика. Техніка кладки «opus mixtum» на вапняно-цементному розчині. Плінфа темно-червоного та жовтого кольорів, деінде на ребрах плінфи видно характерні клейма майстрів, які збігаються з клеймами давньоруських пам'яток Чернігова. Конха вкрита металевим дахом. В апсиді — півциркульні вікна.
Значний інтерес являє стінопис інтер'єра апсиди, яка належить школі київського монументального живопису XII ст. Настінний живопис розміщено в три яруси, але позначено відходом від традицій, який виражений більш вільним трактуванням композицій. Живопис виконано між 1098—1125 роками в техніці альфреско, колорит витримано в теплій гамі з перевагою червоного та охристого кольорів. Червоним кольором спочатку промальовували контури зображень.
План храму від якого тепер збереглася лише вівтарна ніша та частина східної стіни, установив на основі зроблених ним розкопок підмурків поміщик М. О. Константинович і опублікував його в «Киевской старине» 1896 р.. Дані статті його перевірено розвідувальними розкопками, що їх провів влітку 1923 р. тодішній завідувач Остерського музею А. Г. Розанов. Підмурки стін і двох опорних стовпів були знайдені близько від поверхні під дерновим шаром. Кладка з цегли і пісковику виявилась аналогічною кладці вівтарної ніші. Поблизу було знайдено дрібні шматки штукатурки з плямами фарб-залишки фрескового розпису та фрагменти голосників –резонаторів. Не пощастило виявити залишків південної стіни підмитої водами р. Остра та підмурків західної стіни: їх розібрано в 1897 р., коли тут було поховано автора публікації про божницю М. О. Константиновича.
Під час розкопок М. Константинович з точністю вирахував розміри залишків храму та по розкопках підмурків його розміри в минулому. За його вимірами вівтарна частина Остерської божниці має довжину 4,2 м, ширину (у найбільш широкому місці) — 4,1 м, а висоту 8,4 м. Щодо товщини стін, то вона становить 1 метр. Цегляні плити, з яких складені стіни, мають довжину 36 см, ширину 27 см, а завтовшки 3,3 см. Вівтарна частина церкви має 3 вікна, заввишки 2 м і завширшки, з середини, 60 см, а ззовні 1,1 м.
Храм, не рахуючи вівтар, був завдовжки 8,9 м, завширшки 8,2 м. Знайдений у землі підмурок мав товщину у 1,4 м. Отже це була прямокутна за формою церква завдовжки з апсидою близько 16 м та завширшки 10 м. Споруда мала два стовпи-пілони, на які, як і на виступи по боках апсиди, спирався купол на поперечних арках. Але майстри застосували спрощення будівельного прийому. Під час розкопок М.Константинович знайшов частину північного склепіння. Такі склепіння розходилися на північ, південь та захід і давали божниці повну конструкцію підкупольного хреста
з тим винятком, що замість східної частини хреста прилучалася вівтарна апсида, а східну пару опорних стовпів заступали пілястри, що виступали з вівтарної арки. Південний пілястр,, виступаючи з-під вівтарної арки, мав на горі рештки п'ятої арки, що перекидалася з нього на відповідний внутрішній стовп. Арки зв'язували внутрішні стовпи і пілястри, приймали підкупольне кільце і далі барабан і купол. Але верх божниці завжди був дерев'яним і в ХІ ст.. і після реставрації в XVII ст.., шатровим. Дерев'яне завершення кам'яної системи склепінь є, найімовірніше, наслідком технічної помилки майстрів-будівельників, що розмахнулись куполом великого розтвору і його не могли втримати навіть особливої, «глаголем», форми внутрішні стовпи.

## Настінний живопис
Перші дослідження руїн Михайлівської церкви були проведені М. Константиновичем в кінці XIX ст.. У той же період Україною подорожують Е. Н. Половцева та А. В. Половцев, які замальовують пам'ятки старовини. Серед замальованих ними об'єктів були і руїни Михайлівської церкви в Старогородці разом з її фресками, про які Половцеви у 1893 р. у Москві у політехнічному музеї зробили доповідь, проілюструвавши своїми акварелями (зберігаються зараз у московських архівах).
Зараз всередині вівтарної частини храму збереглися залишки фресок, але важко зрозуміти, що на них зображено. Про розписи стін ми можемо судити лише на основі праць М. О. Макаренка, який у 1906 і 1924 рр. ретельно їх дослідив і зафіксував для нащадків, а також В. М. Зуммера, 1952 р. В. Н. Лазарева, 1953 р., Ю. Коренюка у 2007 р..

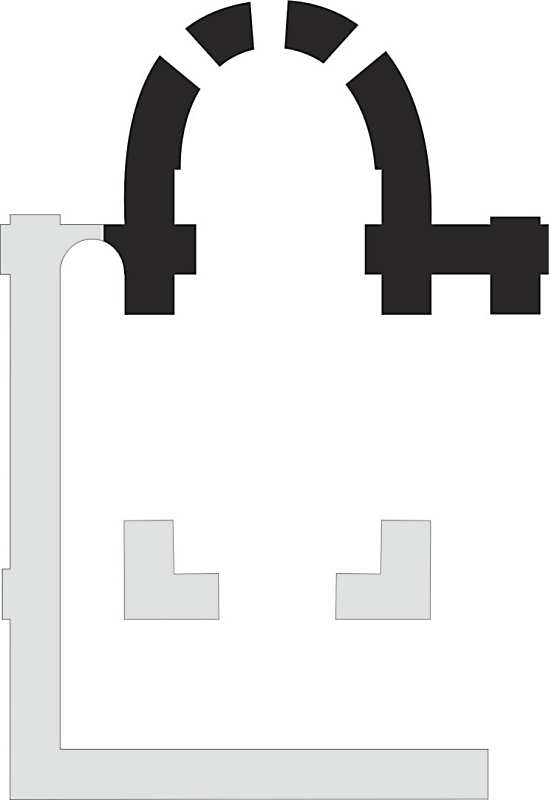
План церкви за М. Константиновичем. Кінець XIX ст.